# Municipio de José Enrique Rodó
El municipio de José Enrique Rodó es uno de los cuatro municipios del departamento de Soriano, Uruguay. Su sede es la localidad homónima.

## Localización
El municipio se encuentra situado en la zona centro-sur del departamento de Soriano.

## Historia
El municipio fue creado en 2015, a través de la Ley Nº 19319, en cumplimiento de la Ley Nº 19272, que determina la creación de municipios en aquellas localidades con más de 2000 habitantes. Las circunscripciones adjudicadas para este municipio fueron la MEE y MFC del departamento de Soriano, formando parte de él únicamente la localidad de José Enrique Rodó y su zona adyacente.

## Territorio y demografía
El territorio correspondiente a este municipio comprende un área total de 396.3 km², y alberga una población de 2414 habitantes de acuerdo a datos del censo del año 2023, lo que implica una densidad de población de 6,1 hab/km².

## Autoridades
La autoridad del municipio es el Concejo Municipal, compuesto por el Alcalde y cuatro Concejales.
| Nº | Alcalde                  | Partido             | Inicio del mandato      | Fin del mandato         | Observaciones     | Concejales                                                                        |
| -- | ------------------------ | ------------------- | ----------------------- | ----------------------- | ----------------- | --------------------------------------------------------------------------------- |
| 1  | Washington Darwin Loitey | Partido Nacional PN | 9 de julio de 2015      | 26 de noviembre de 2020 | Alcalde elegido   | Luis A. Alberro (PN) Máximo Mesa (PN) Raúl F. Balestena (PN) Héctor E. Scala (FA) |
| 2  | Washington Darwin Loitey | Partido Nacional PN | 27 de noviembre de 2020 | 2025                    | Alcalde reelegido | Daniel Varela (PN) Ramón Barzabal (PN) Máximo Mesa (PN) Natalia García (FA)       |
| 3  | Héctor Urchipía          | Partido Nacional PN | Julio de 2025           | 2030                    | Alcalde elegido   |                                                                                   |